# Asesinato de Eduardo Dato
El asesinato de Eduardo Dato tuvo lugar en la plaza de la Independencia de Madrid el 8 de marzo de 1921, con el resultado de la muerte del entonces presidente del Consejo de Ministros. Eduardo Dato circulaba en su coche oficial, de regreso a su domicilio, cuando fue tiroteado por varios pistoleros anarquistas que iban en una moto-sidecar. El magnicidio provocó un fuerte impacto en la opinión pública española, al quedar en evidencia la escasa protección policial que tenía el jefe del gobierno.
Tras los asesinatos de Cánovas del Castillo (1897) y Canalejas (1912), el de Eduardo Dato constituyó el tercer magnicidio que tuvo lugar durante el período de la Restauración. Su desaparición agravó la crisis que atravesaba el sistema político y también daría lugar a una honda crisis en el seno del Partido Conservador, del que Dato era líder y una de sus figuras más relevantes.

## Contexto histórico

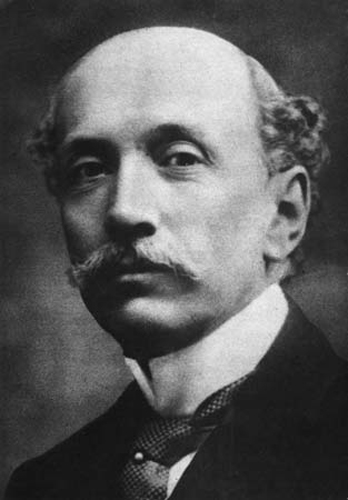
Eduardo Dato, c. 1910.

Desde el final de la I Guerra Mundial la situación social y laboral de Barcelona se había vuelto muy conflictiva ante la carestía de la vida y los bajos salarios, situación que llevó a un incremento exponencial de las reclamaciones de la clase obrera. Esta situación alcanzaría su punto álgido a comienzos de 1919, con la llamada Huelga de La Canadiense. Los gobiernos que se sucedieron trataron de lidiar con el problema, apostando en algunos casos por la vía de la negociación y en otros por la represión del movimiento obrero.
En mayo de 1920 el líder conservador Eduardo Dato formó un nuevo gobierno. Inicialmente se pretendió una política de compromiso hacia el movimiento obrero, si bien durante los siguientes meses el ambiente en Barcelona entre patronal y centrales sindicales alcanzó una gran virulencia. Lejos de mejorar la situación, el fenómeno del pistolerismo se recrudeció y para finales del verano de 1920 ya se habían producido numerosos asesinatos. Sometido a una gran presión por parte de los industriales catalanes, finalmente Dato nombraría en noviembre de 1920 al candidato sugerido por estos para el cargo de gobernador civil de Barcelona: el general Severiano Martínez Anido.
Sin embargo, Martínez Anido no puso freno a la violencia: tras su llegada el nuevo gobernador civil fomentó una campaña de violencia que buscaba acabar con el gran poder sindical que tenía la Confederación Nacional del Trabajo (CNT). Comenzó a ignorar abiertamente las directivas del gobierno central y a actuar de forma independiente. Ignoró también la aplicación en repetidas ocasiones de la «Ley de fugas» por parte de las fuerzas de seguridad. Entre los obreros y sindicalistas se sucedieron los asesinatos a manos de pistoleros de la patronal.

## Los preparativos
Según Maximiano García Venero, la orden de asesinar a Dato habría venido de la llamada «Regencia Activista», un grupo anarquista predecesor de la Federación Anarquista Ibérica (FAI). Se presentaron varios voluntarios para perpretrar el atentado. El comando, formado por Pedro Mateu, Luis Nicolau y Ramón Casanellas, viajó de Barcelona a Madrid el 11 de enero de 1921. Hubo un cuarto miembro que, temiendo los riesgos, finalmente optaría por regresar a la ciudad condal.

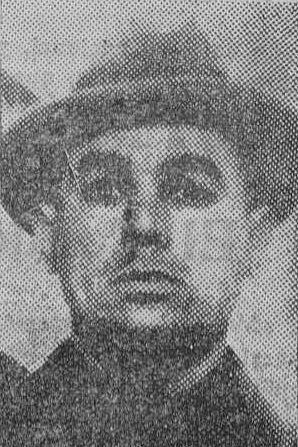
Luis Nicolau
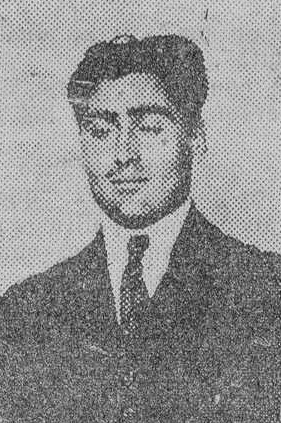
Pedro Mateu
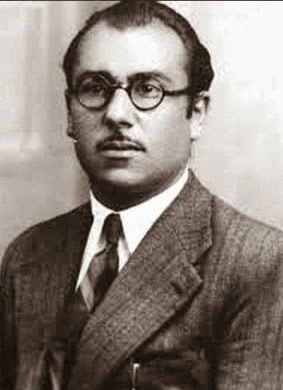
Ramón Casanellas

Una vez instalados, durante las siguientes tres semanas vigilaron de cerca los movimientos de Dato. No tardaron en percatarse de que el jefe del gobierno se desplezaba habitualmente en coche oficial. Pedro Mateu, jefe del comando y verdadero cerebro de la acción, decidió que dispararían contra Dato desde una motocicleta con sidecar. Él y Casanellas volvieron a Barcelona para adquirir un vehículo de estas características; finalmente compraron una motocicleta modelo «Indian», que costó 5.100 pesetas —una cifra muy elevada para la época—. A la vuelta a Madrid se decidió que el atentado tendría lugar en la plaza de la Independencia (junto a la Puerta de Alcalá), puesto que en este punto el coche oficial de Dato reducía la marcha en sus trayectos de regreso. Alquilaron, además, un almacén en el número 77 de la calle Arturo Soria, donde dejarían la motocicleta y donde también contaban con un depósito de combustible. El 3 de febrero el comando realizó un ensayo general, el cual salió de acuerdo a lo planeado.

## El atentado

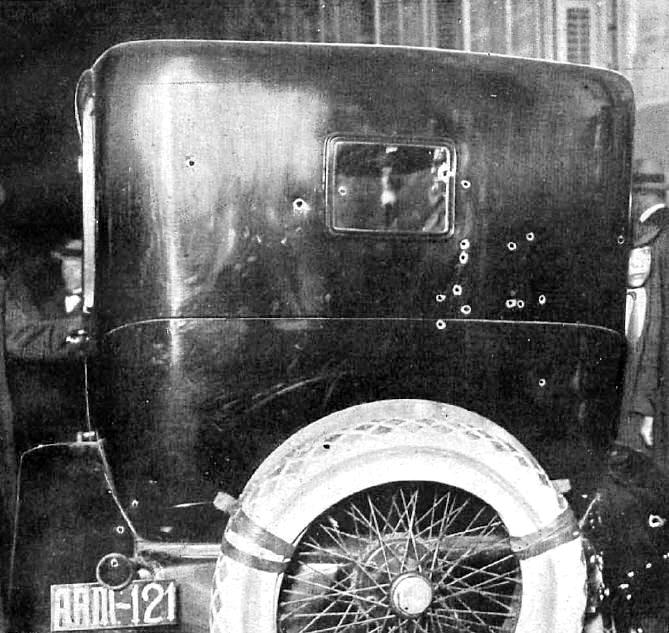
Parte posterior coche en el que fue asesinado Eduardo Dato y en la que se observan los orificios de las balas.

La tarde del 8 de marzo de 1921 el presidente Dato, que había pasado toda la tarde en el Senado, fue recogido por su coche oficial para trasladarse a su domicilio particular, sito en el número 1 de la calle Olózaga. Tras abandonar la plaza del Senado, el vehículo continuó su trayecto por la plaza de Isabel II, la Puerta del Sol y la calle de Alcalá. El sidecar, que ya se encontraba en marcha en la plaza de Cibeles, divisó al coche de Dato y se situó veinte metros tras él. Cuando el automóvil llegó a la plaza de la Independencia redujo la velocidad para girar. Fue en ese momento cuando el sidecar se aproximó rápidamente y los pistoleros comenzaron a disparar.
Pedro Mateu y Luis Nicolau dispararon contra la parte trasera del vehículo oficial hasta vaciar los cargadores de sus pistolas Mauser C96, realizando un total de veinte impactos. Entonces Casanellas aceleró para emprender la huida, si bien Mateu realizó dos disparos más contra la ventanilla del coche, a la altura donde se encontraba Dato. El sidecar se alejó a toda velocidad del lugar del crimen, dirigiéndose al garaje que habían alquilado en Ciudad Lineal. Mientras tanto, el chófer del automóvil, el sargento Manuel Ros, que inicialmente no se había cerciorado de lo que estaba pasando, reaccionó y aceleró; a su lado iba un ayudante, que había resultado herido en el transcurso del tiroteo. Detrás, Dato había resultado alcanzado por ocho disparos, tres de ellos mortales.
El automóvil llegó a calle Olózaga, desde donde se dirigió a la Casa del Socorro de Buenavista. Allí los doctores le inyectaron a Dato aceite alcanforado, sin que ello tuviera efecto. El presidente del Consejo de Ministros había ingresado cadáver. La noticia del asesinato de Eduardo Dato rápidamente se extendió por todo Madrid. Apenas cinco minutos después de haberse cometido el atentado, este ya era conocido en el Palacio Real y en la presidencia del Gobierno. También se transmitiría esta con carácter inmediato a los gobiernos civiles de todo el país, mediante comunicación telefónica.

## Pesquisas policiales
La opinión pública de la época quedó sorprendida por la facilidad con la que los asesinos habían podido actuar, mientras que la prensa se mostró muy crítica por la incompetencia policial. El presidente del gobierno solo disponía de un par de policías encargados de cubrir sus trayectos en vía urbana —uno de ellos apostado en la puerta de su domicilio—. El director general de Seguridad, Fernando de Torres Almunia, presentaría la dimisión poco después. Apenas perpetrado el magnicidio, a las 20:30 se puso en alerta a todos los puestos de la Guardia Civil situados en las cercanías de Madrid que todos los motoristas que divisasen fueran detenidos. Al mismo tiempo, los efectivos motorizados de la policía iniciaron la búsqueda de los asesinos. A los tres días de haberse cometido el atentado la policía localizó la motocicleta en el garaje alquilado de Ciudad Lineal, así como varias pistolas, munición y cargadores. El 13 de marzo sería detenido en su domicilio Pedro Mateu, que se intentó resistir al arresto.
Más adelante Mateu relacionaría el asesinato con la violencia practicada en Barcelona por las autoridades:

«yo no disparé contra Dato, a quien ni siquiera yo conocía, sino contra un presidente que autorizó la más cruel y sanguinaria de las leyes: la ley de fugas».

Pero los otros dos participantes, Nicolau y Casanellas, lograrían escapar: el primero, acompañado de su pareja sentimental, lograría llegar hasta Alemania; Casanellas, con la complicidad de anarquistas y comunistas, huyó a Francia y después a la Unión Soviética.

## Proceso judicial y consecuencias
Con posterioridad algunos de los implicados declararían que con el asesinato de Dato buscaban un cambio en la actitud gubernamental ante la represión. Sin embargo, el magnicidio tendría precisamente el efecto contrario: las autoridades incrementaron la represión contra la CNT, al tiempo que aumentaron los ataques de los llamados «Sindicatos Libres» contra los militantes cenetistas. La desaparición de Eduardo Dato también dejó en una grave crisis al Partido Conservador, que perdía a su líder y a la que había sido su figura más destacada en los últimos ocho años, pues Dato había logrado en ese tiempo mantener unido al partido frente a las tensiones internas. De acuerdo con la versión sostenida por varios historiadores, Dato habría sido asesinado ante la imposibilidad de atentar contra Martínez Anido, que se encontraba muy protegido. Cuando finalizaron las investigaciones policiales y comenzó el proceso judicial, el ministerio fiscal pidió para Pedro Mateu la pena de muerte.
Paralelamente, la policía germana detuvo a Luis Nicolau. Entonces se generó un conflicto diplomático entre ambas naciones porque en un principio Alemania rechazó su extradición por «delitos políticos»; no obstante, las autoridades alemanas terminarían aceptando extraditarle bajo la condición de que no fuese condenado a muerte. Nicolau sería custodiado hasta la frontera franco-española por los dos policías alemanes que lo habían detenido, quienes además cobraron la recompensa que el Senado español ofrecía por su detención. Sin embargo, esto provocó que en España la fiscalía se viera ante el problema de pedir la pena de muerte para Mateu, pero no para Nicolau. Finalmente, en octubre de 1923 ambos serían condenandos a cadena perpetua. Casanellas, declarado en rebeldía, también fue condenado a cadena perpetua. Tras la proclamación de la Segunda República en abril de 1931 los condenados se verían beneficiados por la amnistía que decretó el gobierno provisional republicano, por lo que fueron puestos en libertad. Casanellas regresaría a España en 1931, falleciendo dos años después en un accidente de motocicleta.